# Hanila
Hanila (německy Hanehl nebo Hannehl) je vesnice v estonském kraji Pärnumaa, samosprávně patřící do obce Lääneranna.